# Tom Heaton
Thomas David Heaton (Chester, Inglaterra, Reino Unido, 15 de abril de 1986), conocido como Tom Heaton, es un futbolista inglés que juega como guardameta en el Manchester United F. C. de la Premier League de Inglaterra.

## Trayectoria
Inició su carrera profesional con el Manchester United, club con el que no pudo debutar en el primer equipo. Fue prestado a varios clubes como Swindon Town, Royal Antwerp, Cardiff City, Queens Park Rangers, Rochdale y Wycombe Wanderers, antes de unirse permanentemente al Cardiff City después de ser despedido del Manchester United en julio de 2010. El 27 de julio de 2012 firmó un contrato de un año de duración con el Bristol City con opción para una segunda temporada, que rechazó en mayo de 2013 al unirse al Burnley de la Football League Championship.

## Selección nacional
Fue convocado con la selección inglesa el 7 de junio de 2016 para la Eurocopa 2016 donde no disputó ningún partido. Debutó unos días antes, el 27 de mayo, en la victoria 2-1 contra Australia entrando como sustituto en el minuto 87.

## Clubes
| Club                               | País       | Año       |
| ---------------------------------- | ---------- | --------- |
| Manchester United F. C.            | Inglaterra | 2005-2010 |
| Swindon Town F. C. (cedido)        | Inglaterra | 2005-2006 |
| Royal Antwerp F. C. (cedido)       | Bélgica    | 2006      |
| Cardiff City F. C. (cedido)        | Gales      | 2008-2009 |
| Queens Park Rangers F. C. (cedido) | Inglaterra | 2009      |
| Rochdale A. F. C. (cedido)         | Inglaterra | 2009-2010 |
| Wycombe Wanderers F. C. (cedido)   | Inglaterra | 2010      |
| Cardiff City F. C.                 | Gales      | 2010-2012 |
| Bristol City F. C.                 | Inglaterra | 2012-2013 |
| Burnley F. C.                      | Inglaterra | 2013-2019 |
| Aston Villa F. C.                  | Inglaterra | 2019-2021 |
| Manchester United F. C.            | Inglaterra | 2021-     |

## Palmarés

### Títulos nacionales
| Título          | Club                    | País       | Año  |
| --------------- | ----------------------- | ---------- | ---- |
| Copa de la Liga | Manchester United F. C. | Inglaterra | 2023 |
| FA Cup          | Manchester United F. C. | Inglaterra | 2024 |